# Resolutie 2126 Veiligheidsraad Verenigde Naties
Resolutie 2126 van de Veiligheidsraad van de Verenigde Naties werd op 25 november 2013 unaniem aangenomen door de VN-Veiligheidsraad. De resolutie verlengde de VN-vredesmacht in de Soedanese regio Abyei opnieuw met een half jaar.
In oktober 2013 hielden de permanente bewoners van Abyei, de Dinka Ngok die verwant zijn aan de volkeren in Zuid-Soedan, een officieuze volksraadpleging waarin 99,9% voor aansluiting bij dat land zocht. De nomadische Misseriya, die zich op dat moment in Soedan bevonden, boycotten dat referendum echter. Ook Soedan en de internationale gemeenschap erkennen de uitkomst niet daar het houden van de raadpleging inging tegen de gesloten akkoorden. Er is wel een officiële volksraadpleging gepland, maar men raakt het niet eens over wie stemgerechtigd is en wie niet.

## Achtergrond
Al in de jaren 1950 was het zwarte zuiden van Soedan in opstand gekomen tegen het overheersende Arabische noorden. De vondst van aardolie in het zuiden maakte het conflict er enkel maar moeilijker op. In 2002 kwam er een staakt-het-vuren en werden afspraken gemaakt over de verdeling van de olie-inkomsten. Verschillende rebellengroepen waren hiermee niet tevreden en in 2003 ontstond het conflict in Darfur tussen deze rebellen en de door de regering gesteunde janjaweed-milities. Die laatsten gingen over tot etnische zuiveringen en in de volgende jaren werden in Darfur grove mensenrechtenschendingen gepleegd waardoor miljoenen mensen op de vlucht sloegen. In februari 2011 stemde een overgrote meerderheid van de inwoners van Zuid-Soedan in een referendum voor onafhankelijkheid. De regio Abyei, die tussen Noord- en Zuid-Soedan lag, werd echter door beide partijen opgeëist, wat tot veel geweld leidde waardoor meer dan 100.000 inwoners op de vlucht sloegen.

## Inhoud
De Veiligheidsraad verlengde het mandaat van de Interim-VN-Veiligheidsmacht voor Abyei (UNISFA) tot 31 mei 2014. Dat mandaat stond onder meer het beschermen van burgers die in onmiddellijk gevaar waren toe.
In oktober 2013 waren de eerste 117 manschappen aangekomen die het Gezamenlijk Grenstoezichtsmechanisme van Soedan en Zuid-Soedan (JBVMM) moesten komen versterken. Beide landen deden hun best om die mechanisme operationeel te maken en werden opgeroepen er goed gebruik van te maken om de veiligheid binnen de Veilige Gedemilitariseerde Grenszone (SDBZ), waaronder het 14-mijlsgebied, te waarborgen. Men eiste evenwel dat Soedan ook haar oliepolitie uit Abyei zou terugtrekken.
Intussen had de Afrikaanse Unie het Technisch Team van het Grensprogramma (AUBP TT) opgezet om de middellijn van de SDBZ te bepalen. Deze middellijn had niets te maken met de huidige of toekomstige officiële grens tussen beide landen.
Beide landen moesten dringend een gedeeld bestuur en een politiemacht opzetten in Abyei en het conflict over de samenstelling van de bestuursraad oplossen. Ook moest het werk van het Gezamenlijk Toezichtscomité voor Abyei (AJOC) hervat worden. Dit comité overzag de uitvoering van het akkoord dat in juni 2011 was gesloten tussen Soedan en de SPLM over een tijdelijk bestuur en de demilitarisatie van Abyei.

## Verwante resoluties
- Resolutie 2109 Veiligheidsraad Verenigde Naties
- Resolutie 2113 Veiligheidsraad Verenigde Naties
- Resolutie 2138 Veiligheidsraad Verenigde Naties (2014)
- Resolutie 2148 Veiligheidsraad Verenigde Naties (2014)

Lijst ·  2086 ·  2087 ·  2088 ·  2089 ·  2090 ·  2091 ·  2092 ·  2093 ·  2094 ·  2095 ·  2096 ·  2097 ·  2098 ·  2099 ·  2100 ·  2101 ·  2102 ·  2103 ·  2104 ·  2105 ·  2106 ·  2107 ·  2108 ·  2109 ·  2110 ·  2111 ·  2112 ·  2113 ·  2114 ·  2115 ·  2116 ·  2117 ·  2118 ·  2119 ·  2120 ·  2121 ·  2122 ·  2123 ·  2124 ·  2125 ·  2126 ·  2127 ·  2128 ·  2129 ·  2130 ·  2131 ·  2132